# Cardiophorus gramineus
Cardiophorus gramineus là một loài bọ cánh cứng trong họ Elateridae. Loài này được Scopoli miêu tả khoa học năm 1763.

## Hình ảnh

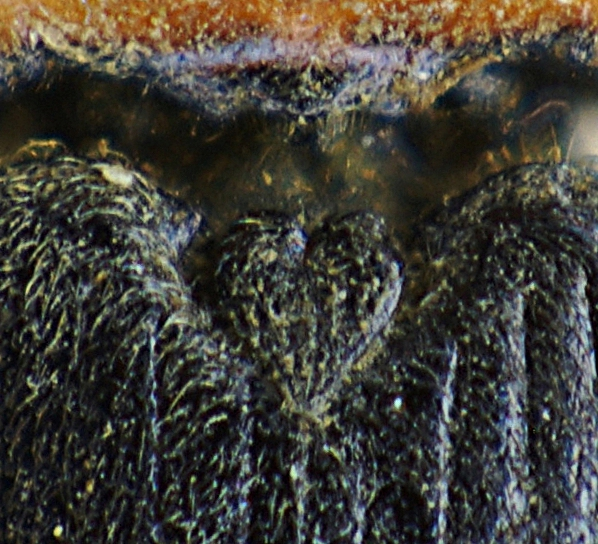
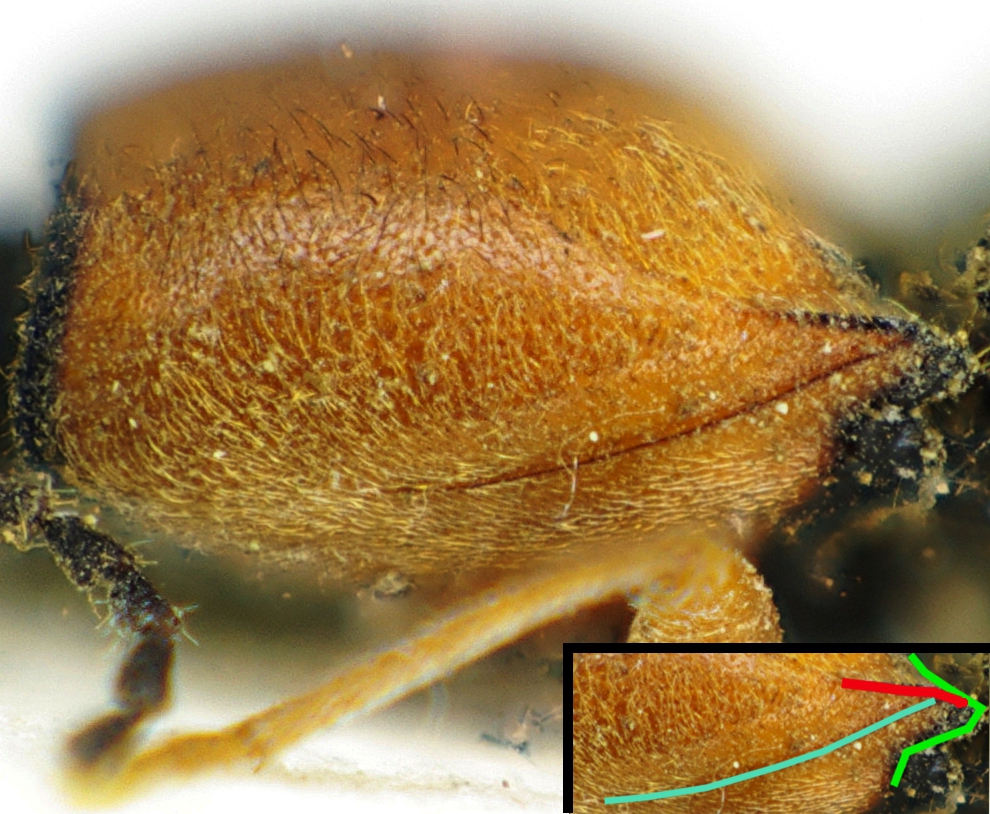
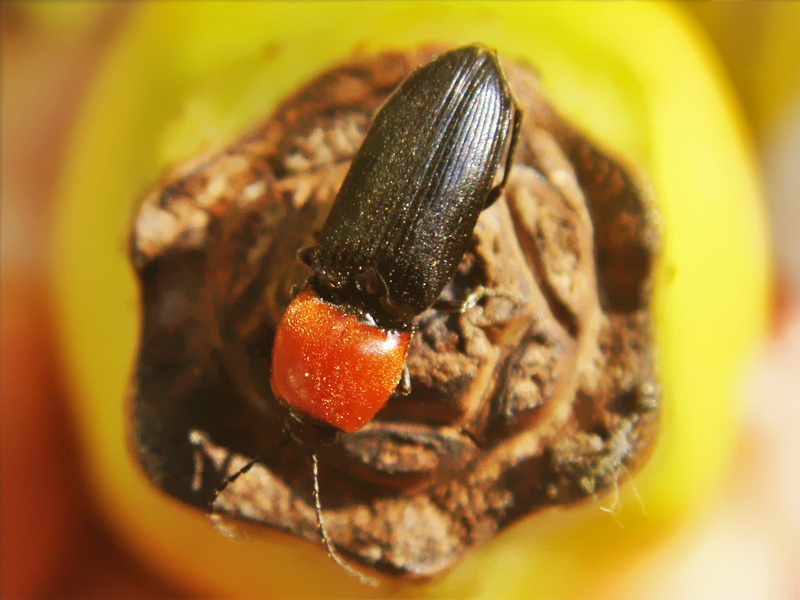